# نحلة طنانة ذات ذيل برتقالي
نحلة طنانة ذات ذيل برتقالي أو نحلة طنانة أرضية كبيرة (الاسم العلمي: Bombus terrestris)، واحدة من أكثر أنواع النحل في أوروبا. إنها أحد الأنواع الرئيسية المستخدمة في تلقيح الأزهار، ولهذا يمكن العثور عليها في العديد من البلدان والمناطق التي لا تنتمي إليها مثل تسمانيا.